# 小野たつなり
小野 たつなり（おの たつなり、1986年（昭和61年）6月15日 - ）は、香港中西区中環在住の実業家である。
インターネットマーケティングを得意とし、様々な商品・サービスをWeb上で販売するプロフェッショナルとして抜群の才覚を発揮する。株式会社バリューブレイン代表取締役、渋谷肉横丁を経営し、グループ会社合計で年商7億円の企業を運営している。2015年8月から視野を広げるために香港にオフィスを構え、グローバル事業の拡大と若手起業家の教育・指導に力を入れている。

## 経歴
- 1986年6月　埼玉県蓮田市に生まれる。
- 2008年　明治大学理工学部時代にアフィリエイトで起業し、IT企業へ就職。
- 2009年　情報販売ビジネスで6,000万円売上げる。
- 2010年　株式会社バリューブレインを設立し、代表取締役に就任。
- 2012年9月　プロダクトローンチをマーケティングに取り入れ、2億5000万円以上の売上を出す。
- 2013年1月　8時間以上のマーケティングセミナー映像【インプレスタ】を無料公開し、7万名以上がダウンロードする。[1]
- 2013年2月　25歳以下限定が参加できる無料セミナー【アンダー25ビジネスセミナー】を主催。[2]
- 2013年3月1日　ビジネス・マーケティングスクール【インプレスタスクール】を開校し、３００名の塾生へマーケティング指導をする。
- 2013年8月　ネット上で個人が稼ぐ仕組みを解説した書籍『悩みはお金にかわる』を出版し、初版１万部の本にする。
- 2013年　フットサルチームF.C.Esperanza（エスペランサ）に所属してプレーをする。
- 2014年　フットサルチームに新たなメンバーが加わり、チーム名をマリーシアに変更。そのタイミングで小野たつなりがチームのオーナーとなる。[3]
- 2015年4月　デヴィ夫人と北朝鮮の平壌に同行する。[4]
- 2015年5月　渋谷に飲食店である『渋谷肉横丁』の新店を3店舗オープンし運営する。
- 2015年8月　東京都渋谷区から香港に自宅と事務所の移転をする。

## 製品・サービスラインナップ

### Webマーケティング（プロダクトローンチ）
インターネット上で見込み客を集客し、商品・サービスを販売するインターネットマーケティング手法。顧客との相対的な価値交換ができる場を構築することで、競争社会において差別化された市場を創造するクリエイティブな活動。

### セミナーマーケティング・セミナー・スクール講師依頼
セミナーに顧客を集客し、顧客との対話を通じて商品・サービスを販売するマーケティング手法。セミナー講師として受講者である顧客に講座・スクール形式で講義も行う。

### ホームページ・セールスレター作成
ホームページ閲覧者に商品あるいはサービス等を購入してもらうためのセールスレター作成。企画、販売戦略、各種Webマーケティング技術を活用し、ゼロからビジネスモデルの立ち上げも行う。

### アフィリエイトサービスプロバイダの運営
インターネット上で個人・法人が運営するメディアでメールアドレスの登録用の広告掲載の依頼をし、成果に至ったメディアにのみ広告料を支払う成果報酬型広告のサービスプロバイダを提供している。

## 書籍

### 著書
- 悩みはお金にかわる（2013年8月、角川フォレスタ）[5]

### 雑誌
- ダ・ヴィンチ 2013年 12月号[6]